# Hela vägen (musikalbum)
Hela vägen är ett musikalbum av den svenske artisten Tomas Ledin från 2002. Det inkluderar hitsen "Allt för dig" och "Helt galen i dig", varav den sistnämnda är ledmotivet i filmen Grabben i graven bredvid.

## Låtlista
Alla låtar är skrivna av Tomas Ledin.
1. "Allt för dig" - 3:53
2. "Kyss mig som du gjorde då" - 3:25
3. "Här under sommarhimlen" - 3:33
4. "En lång väg tillsammans" - 4:10
5. "Hela vägen för din kärlek" - 5:05
6. "Helt galen i dig" - 3:58
7. "Lata dagar glider förbi" - 3:31
8. "Det här har aldrig hänt" - 3:29
9. "Kvinnan som skulle förändra mitt liv" - 4:55
10. "I skuggan på Café de France" - 4:34

## Listplaceringar
| Lista (2002) | Topplacering |
| ------------ | ------------ |
| Finland      | 27           |
| Sverige      | 2            |